# シルビオ・モーザー
シルビオ・モーザー（Silvio Moser, 1941年4月24日 - 1974年5月26日）は、スイスのレーシングドライバー、F1ドライバーである。愛称は「Big Silv」。

## 経歴
チューリッヒ出身。1961年からレース活動をスタートさせ、ヒルクライムやフォーミュラジュニア、F3などに出場。1967年、イギリスGPでプライベートチームのクーパーを駆ってF1デビュー。翌1968年はマシンをブラバムに変更、オランダGPで5位に初入賞する。
1969年からは自らのチーム、"シルビオ・モーザー・レーシングチーム"で出走。1970年はマシンをグリエルモ・ベラシが製作したベラシに替え6戦に出走するが、決勝に進出したのはオーストリアGPだけで、それ以外のレースは予選落ちに終わる。1971年はジョリークラブ・スウィッツランドからイタリアGPに出走したのみで、予選22位からスタートしてリタイヤに終わった。この年以降はF2レースでの活動が主になる。
1972年からはスポーツカーレースにも参戦を開始。1973年のタルガ・フローリオでは5位に入賞する。1974年はブラバム・BT42で再びF1に参戦することを計画していたが、後述の事故のため中止された。

## 事故死
4月25日に開催されたモンツァ1000kmの144周目に、モーザーがドライブしていたローラ・T294がコース脇に止まっていた別のマシンと衝突。この際シートベルトを着用していなかったためステアリングに頭部を強打し、ヘルメットが割れるほどの衝撃を受け重傷を負った。一旦ミラノの病院に収容された後、スイス・ロカルノの病院に転院したが、意識不明のまま約一か月後の5月26日に死亡。33歳没。

## F1での年度別成績
| 年     | 所属チーム                               | シャシー  | 1   | 2   | 3       | 4       | 5       | 6       | 7      | 8       | 9       | 10      | 11     | 12  | 13  | WDC  | ポイント |
| ------ | ---------------------------------------- | --------- | --- | --- | ------- | ------- | ------- | ------- | ------ | ------- | ------- | ------- | ------ | --- | --- | ---- | -------- |
| 1966年 | ブラバム／シルビオ・モーザー             | BT16 (F2) | MON | BEL | FRA     | GBR     | NED     | GER DNS | ITA    | USA     | MEX     |         |        |     |     | NC   | 0        |
| 1967年 | クーパー／シャルル・ホーゲル             | T77       | RSA | MON | NED     | BEL     | FRA     | GBR Ret | GER    | CAN     | ITA     | USA     | MEX    |     |     | NC   | 0        |
| 1968年 | ブラバム／シャルル・ホーゲル             | BT20      | RSA | ESP | MON DNQ | BEL     | NED 5   | FRA     | GBR NC | GER     | ITA DNQ | CAN     | USA    | MEX |     | 23位 | 2        |
| 1969年 | ブラバム／シルビオ・モーザー             | BT24      | RSA | ESP | MON Ret | NED Ret | FRA 7   | GBR     | GER    | ITA Ret | CAN Ret | USA 6   | MEX 11 |     |     | 16位 | 1        |
| 1970年 | ベラシ／シルビオ・モーザー               | F1 70     | RSA | ESP | MON     | BEL     | NED DNQ | FRA DNQ | GBR    | GER DNQ | AUT Ret | ITA DNQ | CAN    | USA | MEX | NC   | 0        |
| 1971年 | ベラシ／ジョリークラブ・スウィツァランド | F1 70     | RSA | ESP | MON     | NED     | FRA     | GBR     | GER    | AUT     | ITA Ret | CAN     | USA    |     |     | NC   | 0        |